# Ахиллесова пята (Родина)
«Ахиллесова пята» (англ. «Achilles Heel») — восьмой эпизод первого сезона психологического триллера «Родина». Премьера состоялась на канале Showtime 20 ноября 2011 года.
Когда Кэрри и Сол пошатываются от новости о том, что Уокер жив, разведывательное сообщество делает всё самое лучшее, чтобы поймать его; Броуди узнаёт шокирующую правду о своём пребывании в плену.

## Сюжет
Том Уокер (Крис Чок) сейчас в Вашингтоне, округ Колумбия, бездомный, просит деньги на улице. Мансур Аль-Захрани (Рамзи Фарагалла), саудовский дипломат, передаёт ему ключ и записку, написанную на долларовой купюре.
Кэрри (Клэр Дэйнс) и Дэвид (Дэвид Хэрвуд) говорят с семьёй Уокера. Хелен Уокер (Афтон Уильямсон) говорит, что её сын Лукас (Джейден Хармон) сообщил, что видел своего папу, но считая его мёртвым, она не поверила в это. В другой комнате, Сол (Мэнди Патинкин) допрашивает Броуди (Дэмиэн Льюис), который по-прежнему настаивает на том, что Уокер был убит в Ираке.
Когда Броуди возвращается домой из Лэнгли, у него и Джессики (Морена Баккарин) происходит эмоциональный разговор по поводу её отношений с Майком. Она сожалеет о том, что стала жить дальше, пока его не было, но пытается заставить его понять, как долго она ждала его. Он говорит, что не винит её.
Сол показывает Кэрри свою зацепку: Том Уокер звонит в свой старый дом, пока его семьи нету дома, просто чтобы услышать их голоса на автоответчике.
Элизабет Гейнс (Линда Перл), главный советник вице-президента, звонит Броуди домой во время ужина, приглашая Броуди на "вечеринку года". Семья принимает её приглашение.
В доме Сола, Мира Беренсон (Сарита Чоудхури) собирает вещи, чтобы уехать в Индию, и Сол явно расстроен её планами. Кэрри объявляется и говорит Солу, что она лично встречалась с Броуди после того, как её операция по слежке была прикрыта. Она настаивает, что её личный контакт с ним закончился. Он сначала неодобрителен, сказав, что так никогда не должно было происходить, затем смягчается.
Оперативной группе нужно выследить следующий звонок Тома Уокера в дом его семьи. Хелен Уокер отвечает на звонок, он вешает трубку. Оперативной группе не удалось отследить звонок.
На вечеринке Элизабет Гейнс, Гейнс инсинуирует, что Броуди может быть ухоженным, чтобы заменить политика, который в скором времени уйдёт в отставку из-за скандала.
Том Уокер снова звонит, и на этот раз Хелен Уокер говорит с ним, когда ФБР отслеживает звонок. Но она чувствует, как будто она предала его, и она предупреждает его, чтобы они бежал. ФБР преследует его в мечети. Они врываются и случайно убивают двух людей, которые были там на утренней молитве, а Тому удалось сбежать. После этого, Дэвид предлагает, чтобы они сообщили публики о новости, назвав его "террористом". Между тем, Том использует свой ключ и записку, чтобы войти в хранилище, где его ждёт снайперская винтовка. На следующее утро, Кэрри идёт в дом Броуди и говорит ему, что Том всё ещё жив и что он военнопленный, сменивший хозяина.
Сол устремляется домой, чтобы увидеть Миру. Это то утро, когда она уезжает в Индию. Она кладёт свои вещи в такси. Разочаровавшись в том, как обстоят дела с карьерой Сола, заставляющие его быть своего рода заочным мужем, она прощается и водитель увозит её.
Мансур Аль-Захрани приходит домой ночью и обнаруживает, что кто-то ждёт его. Он обнаруживает Броуди, который нападает на него в ярости, потому что люди Абу Назира сказали Броуди, что он убил Тома Уокера, своего друга. Он говорит Аль-Захрани, что он больше не будет разговаривать с Абу Назиром, и передать ему: "С меня хватит."

## Производство
Сценарий к эпизоду был написан соисполнительным продюсером Чип Йоханнссен, его второй сценарий из четырёх для первого сезона. Режиссёром стал Такер Гейтс, его первая режиссёрская работа в этом сериале.

## Реакция

### Рейтинги
Эпизод посмотрело 1.2 миллиона зрителя, на 200 000 меньше, чем у предыдущего эпизода.

### Рецензии
Тодд Вандерверфф из The A.V. Club дал эпизоду оценку "A-", сославшись на сильное изучение персонажей, а также похвалил игру Клэр Дэйнс на еженедельной основе. Джеймс Понивозик из «TIME» выразил некоторые опасения по поводу сюжетного поворота в финальной сцене, но похвалил игру актёров и тематические элементы: "Сейчас «Родина» с лёгкостью остаётся самым сильным новым шоу осеннего сезона."